# Christian Martin Schmidt
Christian Martin Schmidt (* 10. November 1942 in Dessau; † 16. Oktober 2024 in Berlin) war ein deutscher Musikwissenschaftler und Hochschullehrer.

## Leben
Er studierte ab 1963 Musikwissenschaft an der Universität Hamburg, sowie in Tübingen, Paris, Göttingen und Berlin. 1970 wurde er an der FU Berlin bei Rudolf Stephan promoviert.
Anschließend wirkte Schmidt an der Arnold Schönberg Gesamtausgabe. Nach der Habilitation (mit einer analytischen Arbeit zu Schönbergs Moses und Aron) und einer Professur in Amsterdam hatte er ab 1991 bis zu seiner Emeritierung als Nachfolger von Carl Dahlhaus den Lehrstuhl für Musikgeschichte an der Technischen Universität Berlin inne.
Seit 1992 war er Projektleiter der Leipziger Ausgabe der Werke von Felix Mendelssohn Bartholdy an der Sächsischen Akademie der Wissenschaften.
Einen Schwerpunkt seiner Arbeit bildete die Musikgeschichte des 19. und 20. Jahrhunderts, insbesondere das Schaffen Johannes Brahms’.

## Veröffentlichungen
- Verfahren der motivisch-thematischen Vermittlung in der Musik von Johannes Brahms dargestellt an der Klarinettensonate f-Moll, op. 120/1. München 1971 (Berliner musikwissenschaftliche Arbeiten. 2).
- Schönbergs Oper „Moses und Aron“. Analyse der diastematischen, formalen und musikdramatischen Komposition. Mainz 1988.
- Johannes Brahms. Stuttgart 1994 (Reclam Musikführer).
- mit Giselher Schubert, Constantin Floros: Johannes Brahms – die Sinfonien. Einführung, Kommentar, Analyse. Schott, Mainz 1998, ISBN 3-7957-8711-4.
- Music Analysis: not Universal, not Almighty, but Indispensable. In: Music Analysis. 21, 2002, Sonderausgabe, S. 23–27.